# Partecipanti al Progetto Manhattan
Il seguente è un elenco molto parziale del personale che a qualsiasi titolo ha lavorato per il Progetto Manhattan, il progetto militare statunitense che, assieme al contributo di altri Paesi, ha portato alla progettazione e realizzazione delle prime armi nucleari a fissione. Assieme ai nomi, in ordine alfabetico, sono riportati, qualora conosciuti, i compiti ed eventuali informazioni addizionali.
| Nome                            | Incarico | Altre informazioni |
| Philip Hauge Abelson            | si occupò di separazione isotopica | nel 1940 scoprì il Nettunio |
| Luis Álvarez                    | contribuì alla realizzazione dei detonatori della bomba al plutonio                                                                                      | Premio Nobel per la fisica nel 1968 |
| Hans Albrecht Bethe             | diresse la sezione teorica del progetto | tedesco naturalizzato statunitense, Premio Nobel per la fisica nel 1967                                                                                        |
| Frank J. Biondi                 | lavorò alla tecnica della diffusione gassosa utilizzata per separare l'uranio 235                                                                        | ingegnere |
| Felix Bloch                     | | svizzero naturalizzato statunitense, Premio Nobel per la fisica nel 1952                                                                                       |
| Aage Niels Bohr                 | progettò generatori di neutroni | Premio Nobel per la fisica nel 1975 |
| Norris Bradbury                 | capo del gruppo di sperimentazioni implosive | Premio Enrico Fermi nel 1970 |
| Vannevar Bush                   | direttore dell'OSRD, l'organismo che controllava il progetto                                                                                             | |
| Herbert Callen                  | lavorò nella sezione teorica del progetto | in seguitò divenne famoso per i suoi contributi alla termodinamica                                                                                             |
| James Chadwick                  | diresse la delegazione inglese presso il progetto | britannico, Premio Nobel per la fisica nel 1935 |
| Owen Chamberlain                | | Premio Nobel per la fisica nel 1959 |
| Samuel Cohen                    | si occupò di studi sui neutroni | fu il padre della bomba al neutrone |
| Arthur Holly Compton            | capo del reparto metallurgico incaricato della produzione di reattori nucleari per la conversione di uranio in plutonio                                  | Premio Nobel per la fisica nel 1927 |
| James Bryant Conant             | | chimico |
| Edward Uhler Condon             | lasciò il progetto dopo solo sei settimane per divergenze con Leslie Groves                                                                              | diresse il comitato Condon che si occupò del fenomeno Ufo |
| Robert Cornog                   | si occupò della creazione del meccanismo di innesco della bomba                                                                                          | |
| Harry Daghlian                  | | morì a seguito di un incidente nel quale fu irradiato mortalmente                                                                                              |
| Arthur Jeffrey Dempster         | scoprì l'uranio 235 | fisico, costruì il primo spettrometro di massa |
| Martin Deutsch                  | lavorò sulla fissione nucleare | scopritore del positronio |
| Bryce Seligman DeWitt           | | Medaglia Dirac nel 1987, Premio Einstein nel 2005 |
| Paul Hugh Emmett                | si occupò della separazione dell'U-235 dal U-238 | chimico |
| Enrico Fermi                    | fu uno dei direttori tecnici del progetto | italiano naturalizzato statunitense, Premio Nobel per la fisica nel 1938                                                                                       |
| Richard Phillips Feynman        | lavorò nella sezione teorica del progetto | Premio Nobel per la fisica nel 1965 |
| Val Logsdon Fitch               | | Premio Nobel per la fisica nel 1980 |
| Otto Robert Frisch              | progettò il dispositivo teorico per far esplodere la bomba                                                                                               | austriaco naturalizzato britannico |
| Albert Ghiorso                  | si occupò dello sviluppo di strumenti per misurare le radiazioni                                                                                         | |
| Leslie Richard Groves           | comandante militare del progetto | gli fu assegnata la Army Distinguished Service Medal |
| Theodore Hall                   | | fu il più giovane scienziato del progetto, in seguito risultò essere una spia sovietica                                                                        |
| Richard Wesley Hamming          | programmò calcolatori digitali | matematico, Premio Turing nel 1968 |
| William Higinbotham             | diresse la sezione elettronica del progetto | |
| Wu Jianxiong                    | si occupò della produzione dell'U-235 | cinese naturalizzata statunitense, Premio Wolf per la fisica nel 1978                                                                                          |
| Michael Kasha                   | studiò la chimica del plutonio | Medaglia Porter nel 1990 |
| Joseph W. Kennedy               | fu uno dei coscopritori del plutonio | |
| Donald William Kerst            | si occupò di acceleratori | |
| Emil John Konopinski            | partecipò alla costruzione del primo reattore nucleare                                                                                                   | |
| Ernest Orlando Lawrence         | si occupò della tecnica di separazione dell'uranio-235                                                                                                   | Premio Nobel per la fisica nel 1939 |
| Edwin McMillan                  | si occupò di ricerche sulle implosioni | Premio Nobel per la chimica nel 1951 |
| Nicholas Constantine Metropolis | si occupò del reattore Chicago Pile-1 | matematico |
| Philip Morrison                 | fu nel gruppo di scienziati che diresse il progetto | si occupò con Giuseppe Cocconi di SETI |
| Eger Vaughan Murphree           | fu un membro del Comitato S-1 Uranio | |
| George Moseley Murphy           | diresse una sezione del progetto | |
| Seth Neddermeyer                | si occupò di lenti esplosive | |
| Alfred Otto Carl Nier           | sviluppò spettrometri di massa per il progetto | |
| Frank Oppenheimer               | si è occupato della separazione degli isotopi dell'uranio                                                                                                | |
| Julius Robert Oppenheimer       | diresse il progetto | Premio Enrico Fermi nel 1963 |
| Arthur V. Peterson              | si è occupato dei laboratori di metallurgia | militare |
| George C. Pimentel              | si occupò della separazione del plutonio | Premio Premio Wolf nel 1982 |
| John Ralph Ragazzini            | si occupò di simulatori elettronici e computer | ingegnere |
| James Rainwater                 | | Premio Nobel per la fisica nel 1975 |
| Norman Foster Ramsey Jr.        | | Premio Nobel per la fisica nel 1989 |
| Józef Rotblat                   | | Premio Nobel per la pace nel 1995 |
| Bruno Benedetto Rossi           | si occupò di sviluppo di strumenti di misura | Premio Wolf per la Fisica nel 1987 |
| Sam Ruben                       | | nel 1940 ha coscoperto il Carbonio-14 |
| Mario Giorgio Salvadori         | collaborò al progetto senza esserne consapevole, svolgendo cioè consulenze delle quali non conosceva lo scopo reale, coperto com'era dal massimo segreto | italiano, naturalizzato statunitense, ingegnere |
| Glenn Theodore Seaborg          | si occupò dell'estrazione del plutonio | chimico, Premio Nobel per la chimica nel 1951 |
| Emilio Gino Segrè               | si occupò delle problematiche del plutonio | Premio Nobel per la fisica nel 1959 |
| Robert Serber                   | | |
| Louis Slotin                    | eseguì test di criticità | canadese, morì 9 giorni dopo un incidente avvenuto il 21 maggio 1946 eseguendo un ennesimo test                                                                |
| Leó Szilárd                     | lavorò alla progettazione di reattori nucleari | |
| Edward Teller                   | lavorò alla divisione di fisica teorica del progetto | ungherese, naturalizzato statunitense, partecipò alla progettazione della prima bomba all'idrogeno                                                             |
| Richard Chace Tolman            | fu consigliere scientifico di Leslie Richard Groves | |
| Stanisław Ulam                  | si occupò di calcoli idrodinamici per lenti esplosive | matematico polacco, in seguito partecipò alla progettazione della prima bomba all'idrogeno. Si occupò anche di propulsione spaziale nucleare (progetto Orione) |
| Harold Clayton Urey             | si occupò dell'arricchimento dell'uranio | Premio Nobel per la chimica nel 1934 |
| John Hasbrouck van Vleck        | confermò la fattibilità della costruzione della bomba atomica                                                                                            | Premio Nobel per la fisica nel 1977 |
| John von Neumann                | si occupò in particolare di lenti esplosive | ungherese naturalizzato statunitense, Premio Enrico Fermi nel 1956                                                                                             |
| Henry A. Wallace                | fece parte del comitato ristretto che diresse il Progetto Manhattan                                                                                      | politico |
| Stafford Warren                 | è stato responsabile per la salute e la sicurezza del personale del Progetto                                                                             | medico, pioniere della medicina nucleare |
| Katharine Way                   | studiò i flussi neutronici nei primi progetti dei reattori nucleari                                                                                      | |
| Alvin Martin Weinberg           | si occupò di reattori nucleari | Premio Enrico Fermi nel 1980 |
| Victor Frederick Weisskopf      | capo della divisione teorica del progetto | austriaco naturalizzato statunitense, Premio Wolf per la Fisica nel 1981                                                                                       |
| John Archibald Wheeler          | lavorò alla produzione del plutonio tramite reattori nucleari                                                                                            | Premio Enrico Fermi nel 1968, Premio Wolf per la Fisica nel 1997                                                                                               |
| Eugene Paul Wigner              | si occupò della progettazione di reattori nucleari per la produzione di plutonio                                                                         | ungherese, naturalizzato statunitense, Premio Nobel per la fisica nel 1963                                                                                     |
| Robert Rathbun Wilson           | separazione elettromagnetica di isotopi dell'uranio | Premio Enrico Fermi nel 1984 |
| Norman Joseph Woodland          | lavorò al progetto come tecnico | è conosciuto per l'invenzione dei codici a barre |
| Leona Woods                     | si occupò della costruzione dei contatori geiger e dei reattori per la produzione di plutonio                                                            | |